# Capiago Intimiano
Capiago Intimiano é uma comuna italiana da região da Lombardia, província de Como, com cerca de 4.839 habitantes. Estende-se por uma área de 5 km², tendo uma densidade populacional de 968 hab/km². Faz fronteira com Cantù, Como, Lipomo, Montorfano, Orsenigo, Senna Comasco.

## Demografia
| Variação demográfica do município entre 1861 e 2011                               |
|                                                                                   |
| Fonte: Istituto Nazionale di Statistica (ISTAT) - Elaboração gráfica da Wikipedia |